# Долоня

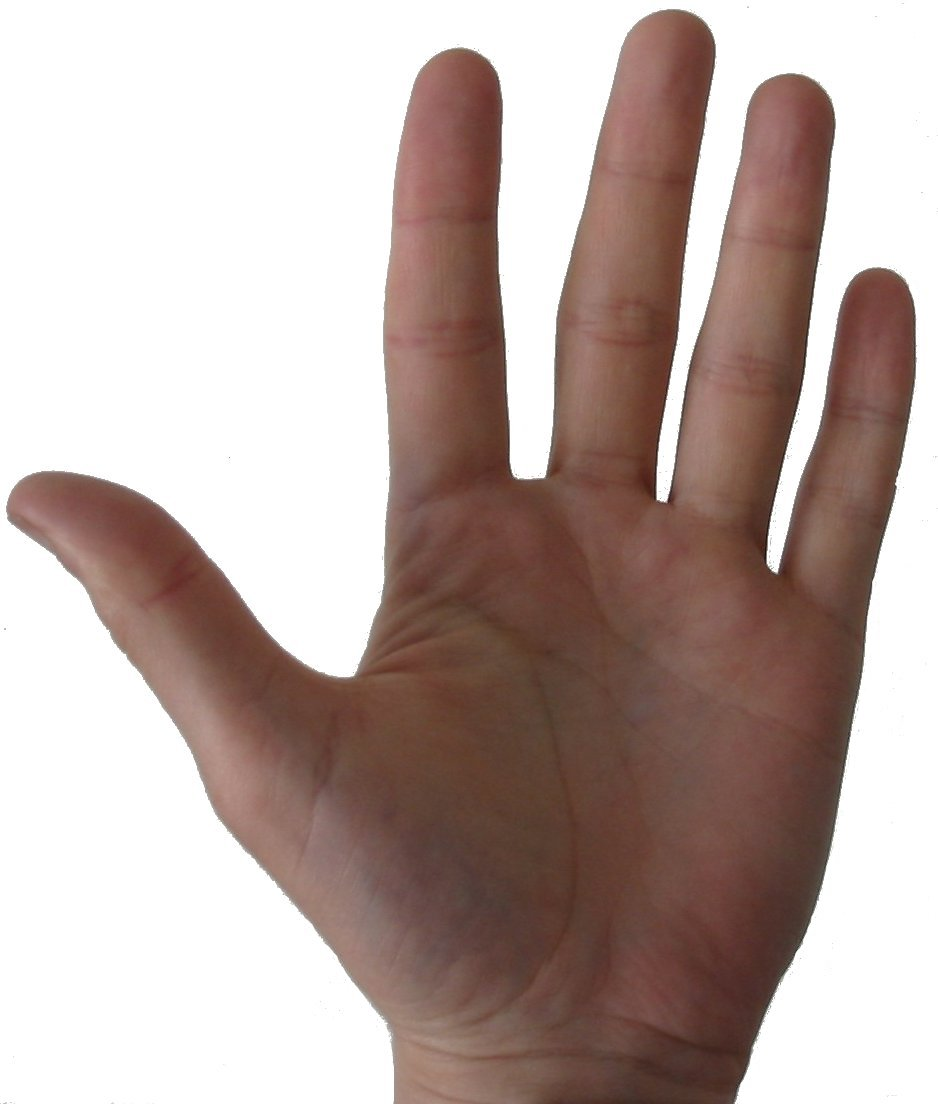
Долоня лівої руки людини

Доло́ня, долонева пове́рхня (лат. palma manus) — ділянка тіла у приматів, що покриває передню (в анатомічній термінології) поверхню кисті. Позбавлена волосся, має папілярні лінії. 
Відбитки папілярних ліній долоні, наряду з відбитками пальців, застосовуються у дактилоскопії для ідентифікації людини.
Одна з найдавніших систем ворожіння про індивідуальні здібності людини, пережиті ним події і його майбутню долю, хіромантія, будується на тлумаченні шкірного рельєфу долонь, папілярних і флексорних ліній, а також пагорбів на долоні.